# Jakob Pokorny
Jakob Vinzenz Pokorny (* 23. Februar 2008 in Klagenfurt am Wörthersee) ist ein österreichischer Fußballspieler.

## Karriere

### Verein
Pokorny begann seine Karriere beim KAC 1909. Im September 2021 wechselte er in die Jugend des Wolfsberger AC. Nach nur wenigen Monaten in Wolfsberg wechselte er im Februar 2022 in die Jugend des FC Red Bull Salzburg, bei dem er ab der Saison 2022/23 auch sämtliche Altersstufen in der Akademie durchlief.
Im Dezember 2024 debütierte er für das Farmteam FC Liefering in der 2. Liga, als er am 16. Spieltag der Saison 2024/25 gegen den First Vienna FC in der 76. Minute für Bryan Okoh eingewechselt wurde.

### Nationalmannschaft
Pokorny spielte im November 2022 erstmals für eine österreichische Jugendnationalauswahl. Im September 2024 debütierte er gegen Finnland im U-17-Team.